# Janinów (stacja kolejowa)
Janinów – stacja kolejowa w Młynach, w województwie opolskim, w Polsce. Według klasyfikacji PKP ma kategorię dworca lokalnego. Stacja położona jest na linii kolejowej nr 181.

## Ruch pasażerski
| Rok  | Wymiana pasażerska na dobę |
| ---- | -------------------------- |
| 2017 | 0-9                        |
| 2022 | 0-9                        |